# Njandomski rajon
Der Njandomski rajon (russisch Ня́ндомский муниципа́льный райо́н Njandomski munizipalny rajon) ist eine Verwaltungseinheit innerhalb der Oblast Archangelsk, Russland. Er befindet sich südlich der Oblasthauptstadt Archangelsk. Das Verwaltungszentrum ist die Stadt Njandoma.

## Geographie
Der Njandomski rajon befindet sich im südwestlichen Teil der Oblast Archangelsk. Im Westen des Rajons grenzt der Kargopolski rajon, nördlich der Plessezki rajon, östlich der Schenkurski rajon, südöstlich der Welski rajon und südlich der Konoschski rajon. Die Fläche des Rajons beträgt 8100 km².

## Geschichte
Der Njandomski rajon wurde am 15. Juli 1929 als Teil des neu geschaffenen Njandomski okrug (Няндомский округ), des Nördlichen Krai gegründet. Zentrum wurde Njandoma, das zu diesem Zeitpunkt den Status einer Arbeitersiedlung hatte. Ab dem Jahr 1936 wurde der Rajon Teil der Nördlichen Oblast. Am 23. September 1937 ging der Rajon in das Territorium der neu gegründeten Oblast Archangelsk auf.

### Bevölkerungsentwicklung
Die folgende Übersicht zeigt die Entwicklung der Einwohnerzahlen des Njandomski rajon.
| Jahr | Einwohner |
| ---- | --------- |
| 1959 | 47.376    |
| 1970 | 44.484    |
| 1979 | 39.051    |
| 1989 | 40.601    |
| 2002 | 33.465    |
| 2010 | 30.244    |

Anmerkung: Volkszählungsdaten

## Verwaltungsgliederung
Der Rajon ist in drei Gemeinden (муниципальное образование) unterteilt, davon eine Stadtgemeinde (городское поселение) und zwei Landgemeinden (сельское поселение). Innerhalb des Rajon befindet sich mit Njandoma als administrativem Zentrum nur ein Ort mit Stadtstatus. Im Njandomski rajon leben 30.244 Einwohner (Stand 14. Oktober 2010), was 2,6 % der Einwohnerzahl der Oblast Archangelsk entspricht.
| Gemeinde                      | Russischer Name                | Einwohner (14. Oktober 2010) | Administratives Zentrum |
| ----------------------------- | ------------------------------ | ---------------------------- | ----------------------- |
| Stadtgemeinde Njandomskoje    | Няндомское городское поселение | 23.878                       | Njandoma                |
| Landgemeinde Moschinskoje     | Мошинское сельское поселение   | 2.249                        | Makarowskaja            |
| Landgemeinde Schalakuschskoje | Шалакушское сельское поселение | 4.117                        | Schalakuscha            |

## Wirtschaft und Verkehr

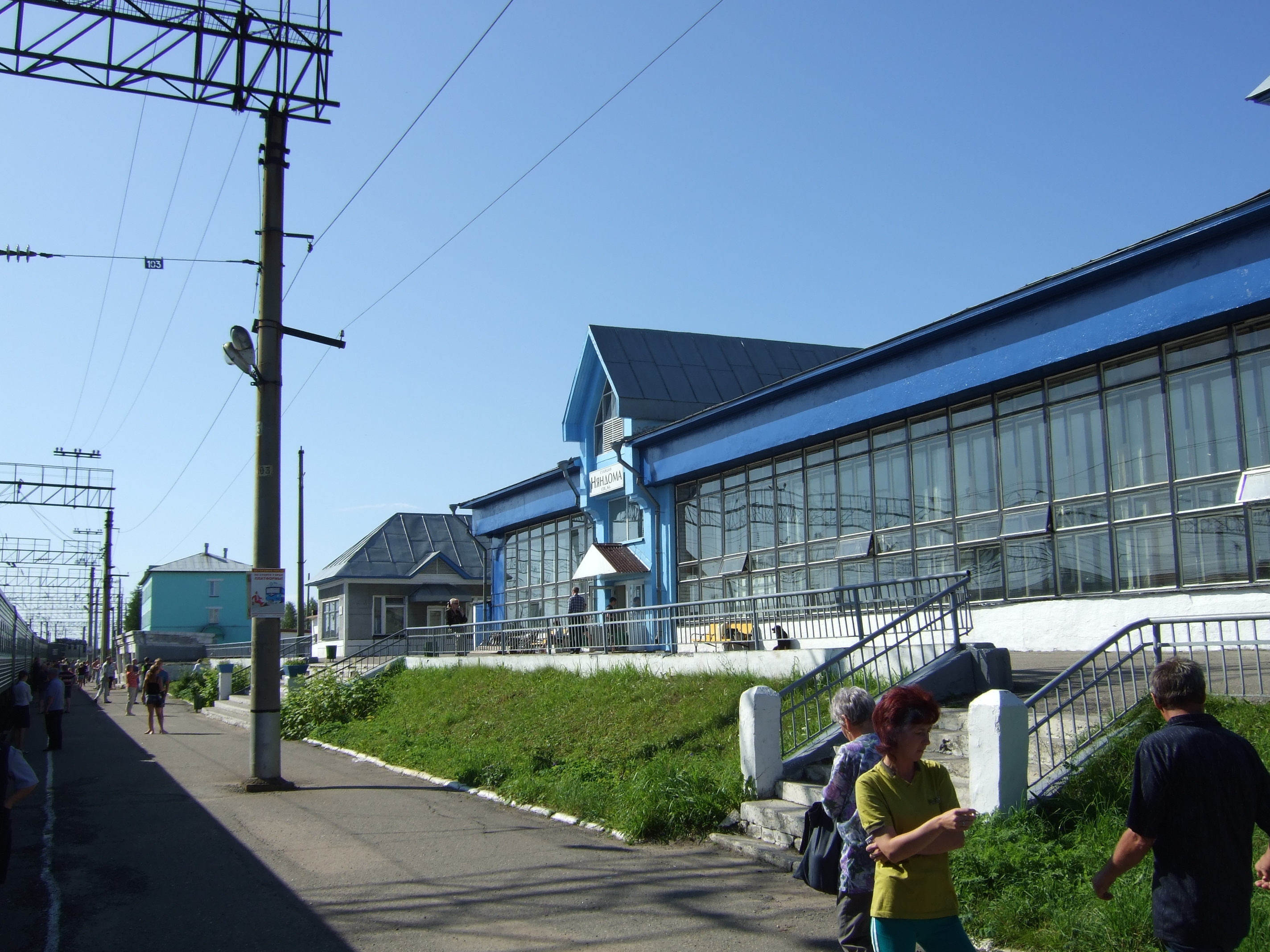
Bahnhof in Njandoma

Die wichtigsten Wirtschaftszweige des Rajon sind die Forst- und Landwirtschaft sowie der Eisenbahnverkehr. Insbesondere in der Landgemeinde Schalakuschskoje nehmen Waldindustrie und holzverarbeitende Betriebe einen wesentlichen Stellenwert in der Wirtschaft ein. Der Eisenbahnverkehr ist in der Region das wichtigste Verkehrs- und Transportmittel. Die bedeutendste Eisenbahnverbindung ist die Strecke Konoscha–Njandoma–Archangelsk der Nordeisenbahn. Daneben gab es zu Zeiten der Sowjetunion zahlreiche kleinere Schmalspurbahnlinien, welche vor allem im Bereich der Forstindustrie eingesetzt wurden. Heute bestehen von diesen Linien nur noch die Lepschaer Schmalspurbahn (Ле́пшинская узкоколейная железная дорога) sowie die Iwakschaer Schmalspurbahn (Ивакша́нская узкоколейная железная дорога). Das Straßennetz ist in der Region nicht sehr stark ausgebaut. Über die Regionalstraße R2 besteht eine Straßenanbindung von Njandoma nach Kargopol und zur Fernstraße M8.